# کلودیو بیاوو
کلودیو بیاوو (انگلیسی: Claudio Beauvue؛ زادهٔ ۱۶ آوریل ۱۹۸۸) بازیکن فوتبال اهل فرانسه است که در پست هافبک بازی می‌کند.
از باشگاه‌هایی که در آن بازی کرده‌است می‌توان به باشگاه فوتبال گنگام، باشگاه فوتبال باستیا، باشگاه فوتبال المپیک لیون، باشگاه فوتبال کان، باشگاه فوتبال سلتاویگو، باشگاه فوتبال دپورتیوو لاکرونیا، باشگاه فوتبال لگانس، و باشگاه فوتبال تروا اشاره کرد.
وی همچنین در تیم ملی فوتبال جزیره گوادلوپ بازی کرده‌است.